# Crocomela luxuriosa
Crocomela luxuriosa là một loài bướm đêm thuộc phân họ Arctiinae, họ Erebidae.